# Cantón de Montmirey-le-Château
El cantón de Montmirey-le-Château era una división administrativa francesa, que estaba situada en el departamento de Jura y la región de Franco Condado.

## Composición
El cantón estaba formado por trece comunas:
- Brans
- Champagney
- Chevigny
- Dammartin-Marpain
- Frasne-les-Meulières
- Moissey
- Montmirey-la-Ville
- Montmirey-le-Château
- Mutigney
- Offlanges
- Peintre
- Pointre
- Thervay

## Supresión del cantón de Montmirey-le-Château
En aplicación del Decreto n.º 2014-165 de 17 de febrero de 2014, el cantón de Montmirey-le-Château fue suprimido el 22 de marzo de 2015 y sus 13 comunas pasaron a formar parte del nuevo cantón de Authume.